# Linda Perhacs
Linda Perhacs est une chanteuse américaine de musique folk psychédélique.
Linda Perhacs écrit des chansons depuis qu'elle est adolescente. Devenue dentiste, elle est avec son époux proche du mouvement hippie. En 1970, à l'instigation de Leonard Rosenman, compositeur de musique de films, elle enregistre un disque, Parallelograms, avec une douzaine de chansons écrites par elle-même. En dépit des qualités de l'album, le label Kapp Records (en) le délaisse, ne s'occupant pas de sa promotion. Linda Perhacs continue donc à exercer le métier de dentiste, jusqu'à ce que Parallelograms soit réédité en 2005, puis 2008. Elle est désormais considérée comme une référence au sein du mouvement indie.
L'une de ses chansons est reprise dans le film Electroma (2006) des Daft Punk. 
Son second disque, The Soul of All Natural Things, est sorti en 2014.

## Discographie
- 1970 : Parallelograms, Kapp Records
- 2014 : The Soul of All Natural Things
- 2017 : I'm a Harmony

## Collaborations
2016 : Mark Pritchard - "You Wash My Soul" (sur l'album de Mark Pritchard, Under The Sun, Warp Records)